# Kostel Nejsvětějšího Salvátora (Praha)
Kostel Nejsvětějšího Salvátora (Salvátor znamená latinsky Spasitel, Nejsvětějším Salvátorem je tedy míněn Ježíš) je chrámem největšího někdejšího pražského sídla jezuitů, Klementina. Je považován za jednu z nejcennějších raně barokních stavebních památek v Praze. Dříve též plnil úlohu hlavního jezuitského chrámu v Čechách. Jeho průčelí vede na Křižovnické náměstí na Starém Městě. Vchod se nachází bezprostředně před Karlovým mostem, na adrese Křižovnické náměstí 4/1040.
K zadní části kostela v Karlově ulici těsně přiléhá Vlašská kaple Nanebevzetí Panny Marie a katedrála svatého Klimenta.

## Historie

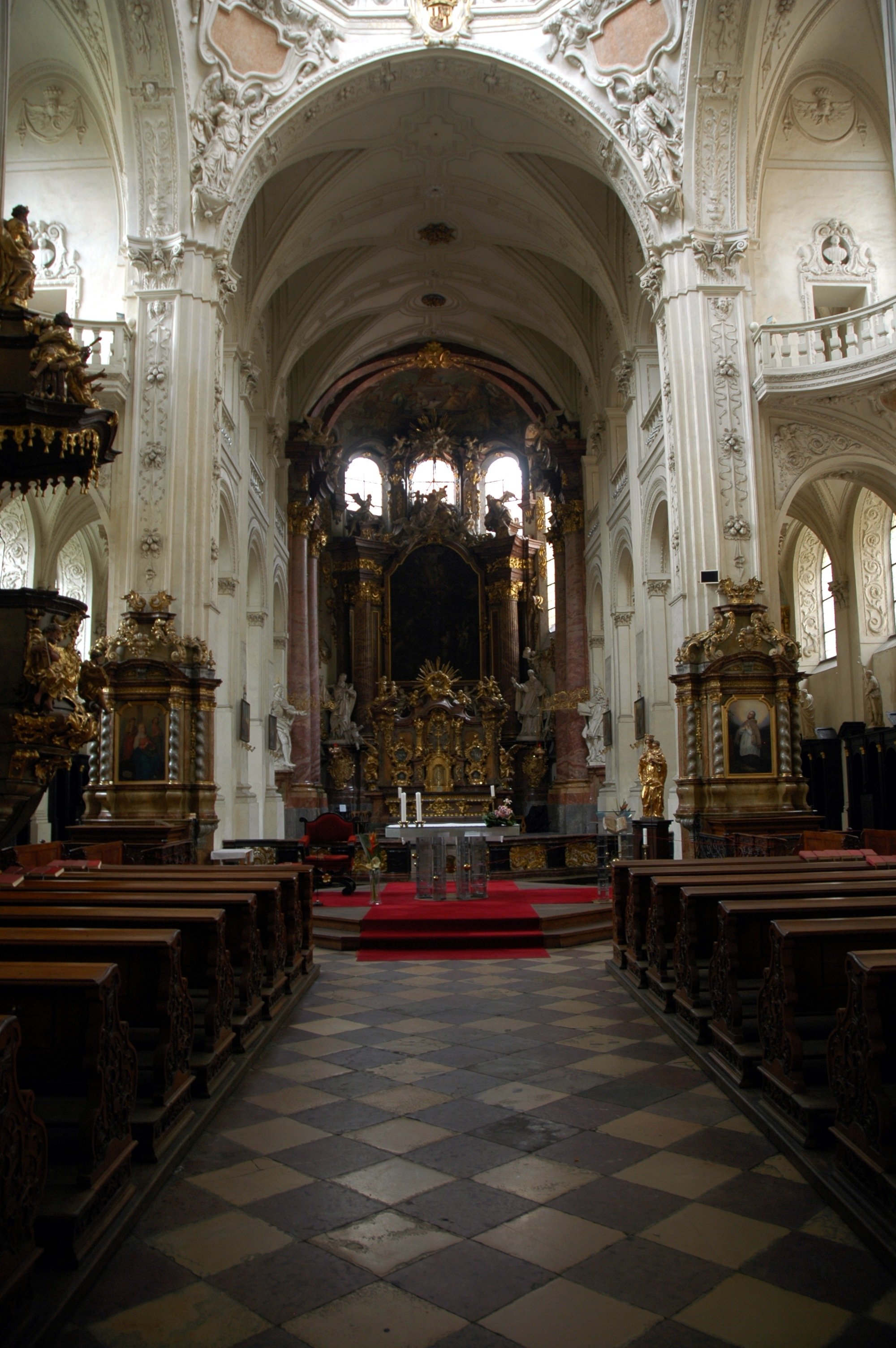
Interiér kostela

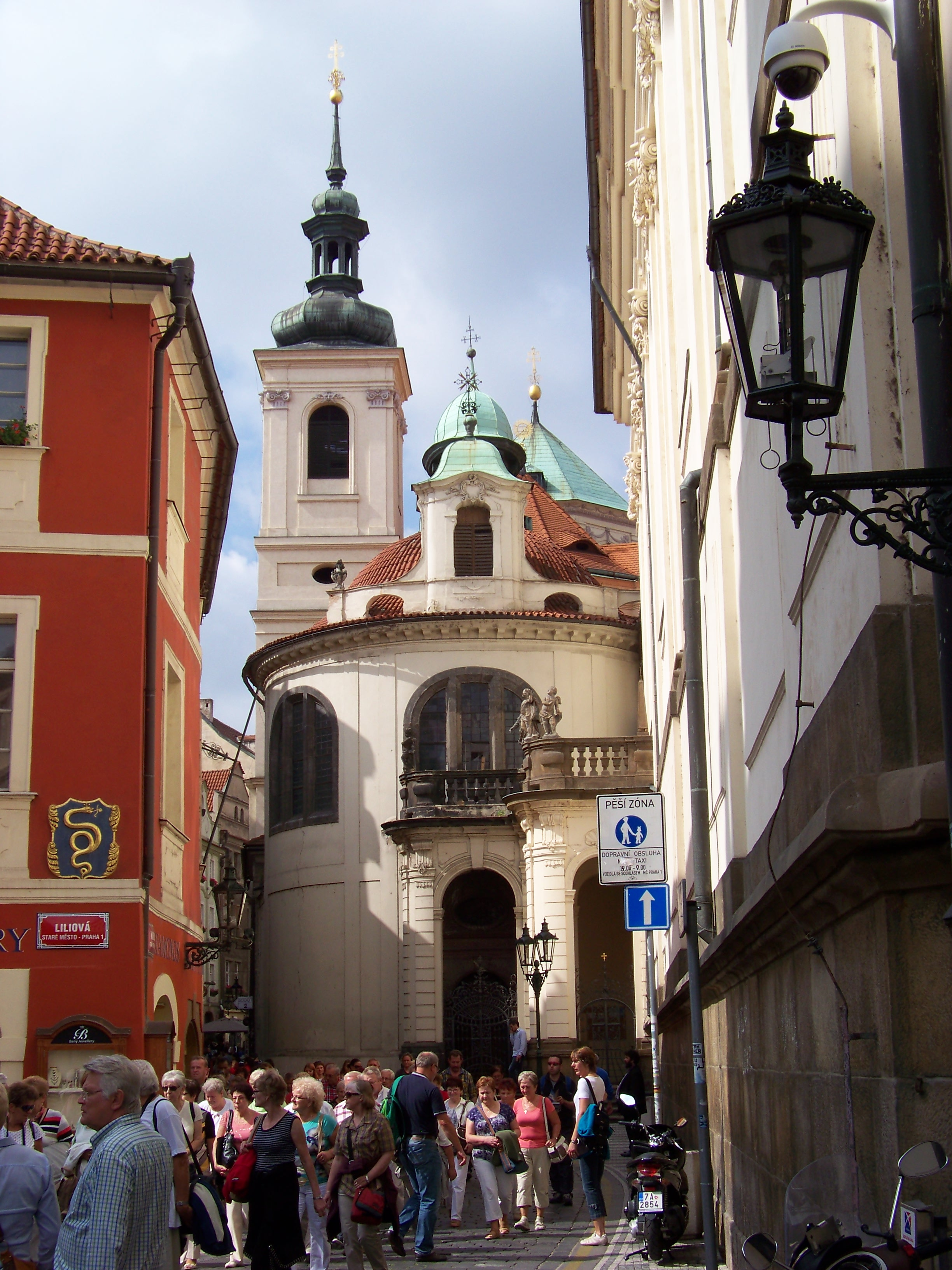
Vlašská kaple Nanebevzetí Panny Marie v zadní části kostela Nejsvětějšího Salvátora, Karlova ulice

Kostel byl postaven na základech gotického dominikánského chrámu sv. Klimenta. Dlouhá léta ho od přelomu 16.–17. století postupně budovali anonymové, pak Carlo Lurago a po něm Francesco Caratti. Již v letech 1578–1581 jezuité v čele s rektorem Giovannim Paolem Campanou položili základy stavby, poté vzniklo kněžiště a příčná loď.
Roku 1581 věnoval na stavbu kostela primas sousedního Židovského Města Mordechaj Maisel sumu 100 tolarů, což svědčí o zcela bezprecedentní tolerantní atmosféře a mírumilovné koexistenci odlišných vyznání v rámci tehdejší rudolfinské Prahy.
Na začátku 17. století bylo vybudováno celé trojlodí a západní mramorový portál s portikem. Kostel dostal vestavěné empory a štukovou výzdobu. Výstavbu řídil Carlo Lurago. Na konci 40. let 17. století byla nad svatyní zavěšena kupole, vyzdobená štukaturami z dílny Jana Jiřího Bendla. Jedná se o tzv. falešnou kupoli osmiúhelného půdorysu na tamburu. Štuková výzdoba musela být  později pro svou váhu snesena a nahrazena novou.  V letech 1654–1659  bylo podle Luragova návrhu vystavěno nové reprezentativní průčelí  se třemi obloukovými arkádami připomínajícími římské triumfální oblouky. Věže kostela byly upraveny a navýšeny v roce 1714 architektem Františkem Maximiliánem Kaňkou.
Ve 30.–50. letech 18. století v kostele příležitostně kázal i jiráskovský protireformační archetyp Antonín Koniáš. Mezi lety 1805–1819 zde byl univerzitním kazatelem Bernard Bolzano. Na varhany zde v 80. letech 18. století hrával Jakub Jan Ryba. V roce 1950 se zde pastoraci vysokoškolské mládeže věnoval Oto Mádr.

### Kolej
V přilehlé koleji působil mj. misionář Karel Slavíček, dále pozdější biskup František z Ditrichštejna, Tomáš Pešina z Čechorodu, světec Jan Sarkander, ale i obrozenec Josef Dobrovský. Po sametové revoluci v kostele působili mj. kněží Aleš Opatrný (1990–1991), Jan Jandourek (1993–1995) a Milan Norbert Badal OP (1995–1996).

## Popis

### Exteriér
Štít a ochoz portiku kostela jsou zdobeny 14 pískovcovými sochami svatých v nadživotním měřítku, z dílny Jana Jiřího Bendla z let 1655–1660. Jsou to:
- Kristus Spasitel a čtyři evangelisté (sv. Lukáš, Jan, Marek a Matouš) – nad tympanonem na vrcholu průčelí; Lukáš a Jan byli roku 1999 nahrazeni kopiemi od Petra Váni; originály jsou uloženy v depozitáři Lapidária Národního muzea na Výstavišti v Praze.
- Jezuitští svatí Ignác z Loyoly a František Xaverský – na bočních křídlech štítu
- Panna Maria Immaculata – stojící ve výklenku uprostřed štítu
- Církevní otcové: Sv. Kliment, Basileus Veliký, Svatý Augustin, Řehoř, Ambrož a Jeroným – na balustrádě. Socha sv. Augustina s andělem byla roku 1999 nahrazena kopií od Petra Váni; originál je uložen v depozitáři Lapidária Národního muzea na Výstavišti v Praze.

Bendl je také autorem figurálních motivů štukové výzdoby kupole, pocházející z let 1648–1649.

### Interiér
Je vydlážděn mramorem z daru Kristiny Kortesiové z roku 1660. Z téže doby jsou chrámové lavice s řezanými ornamenty na čelech a bočnicích. Má 7 oltářů:
- Hlavní oltář zdobí obraz Proměnění Páně z roku 1632 od Jana Jiřího Häringa, podle vzoru Raffaelova, doplňují jej bíle štafírované sochy Boha Otce, Ducha svatého a andělů. Nástropní malbu nad ním vytvořil Karel Kovář.
- Boční oltář s obrazem sv. Ignáce z Loyoly objednal papežský vyslanec Spinelli v 1. desetiletí 17. století.
- Boční oltář s obrazem sv. Františka Xaverského roku 1646 pořídil František ze Šternberka.
- Oltář sv. Aloise z Gonzagy (pod kupolí)
- Oltář Bolestné Panny Marie s obrazemn od Josefa Vojtěcha Hellicha
- Oltář sv. Stanislava Kostky
- Oltář sv. Jana Nepomuckého s obrazemn od Josefa Vojtěcha Hellicha

### Hroby a hrobky vkostele
Edmund Campian – neoznačená deska, Jindřich Písnic (1608), Bedřich z Donína (1610), Jakub Horčický z Tepence (1622), Marie z Rozdražova rozená hraběnka Berková z Dubé, Kateřina Chanovská z Dlouhé Vsi, Filip hrabě Kinský (1749), Ludmila Kateřina z Újezda rozená z Talmberka, Polyxena Ludmila Malovcová z Malovic (1697), Kryštof Knaut z Schwanenzwungu, František ze Šternberka (bronzová deska).

### Krypta
Pod kupolí kostela je v podlaze ošlapaný kámen s letopočtem 1674 a českým nápisem na kovové destičce, kryje kryptu jezuitů s několika desítkami rakví v zazděných hrobových výklenkách. Jsou zde mj. pohřbeni Václav Hájek z Libočan, jezuité Jan Tanner, Antonín Koniáš nebo Jiří Plachý-Ferus.

## Současnost
V únoru 1990 byla v kostele obnovena duchovní správa pro studenty. V říjnu roku 2004 tu byla založena první akademická farnost (jako personální farnost) v Česku pro pastoraci studentů, učitelů a zaměstnanců pražských vysokých škol a jejich rodinných příslušníků.
Rektorem kostela (od roku 1990) a farářem akademické farnosti (od roku 2004) je Tomáš Halík. Jako farní vikáři (kaplani) zde působí Marek Vácha a Petr Vacík, jako titulární varhaník a regenschori Robert Hugo a varhanice Eva Bublová. V letech 2009–2011 proběhla rozsáhlá rekonstrukce varhan.